# Baigneuse (Allegrain)
Pour les articles homonymes, voir Baigneuse.
 (juin 2018).
Si vous disposez d'ouvrages ou d'articles de référence ou si vous connaissez des sites web de qualité traitant du thème abordé ici, merci de compléter l'article en donnant les références utiles à sa vérifiabilité et en les liant à la section « Notes et références ».
La Baigneuse ou Vénus au bain est une sculpture en marbre réalisée par le sculpteur Christophe-Gabriel Allegrain, présentée au Salon de 1767 et conservée à Paris au musée du Louvre. 

## Contexte de la création
La commande est passée par le marquis de Marigny, directeur général des bâtiments du roi, pour le château de Choisy-le-Roi. Le modèle fut présenté en 1757. Le marbre est quant à lui présenté au Salon dix ans plus tard. Il est cependant exposé dans l'atelier de l'artiste pour des problèmes de transport.

## Description
L'iconographie est un pur prétexte car le sculpteur cherche juste à montrer une femme nue. Le corps de la Vénus est en légère torsion, emmené par le bras droit qui descend très bas et la tête qui s'oriente tout à fait vers la droite. On a l'habitude d'y voir une influence maniériste de Giambologna, avec la Vénus Cesarini de 1583. Beaucoup de copies de cette œuvre circulaient. Il est donc largement plausible qu'Allegrain ait eu connaissance de cette œuvre. Allegrain reprend le canon, assez allongé, mais prend le parti de représenter discrètement la poitrine. Il reprend aussi la coiffure d'une autre Vénus de Giambologna. Une coiffure en nattes et chignon, dans une démarche de surenchère.
Comme Augustin Pajou dans sa Psyché abandonnée (1790, Paris, musée du Louvre), il représente un véritable corps de femme, avec un aspect voluptueux et charnel. Les chairs sont potelées. Enfin, pour une raison inconnue, Allegrain a laissé un pont de pierre dans la nuque de la sculpture.
Techniquement, le bloc de marbre est de qualité moyenne. Allegrain est alors un sculpteur peu connu et le marquis de Marigny ne souhaitait pas risquer de gâcher un bloc de marbre de qualité si l'artiste ne s'avèrait pas compétent. Diderot le reprochera énormément à Marigny.

## Réception critique
Lors de sa présentation au Salon de 1757, le plâtre n'attire pas l'attention. Le marbre fait cependant sensation au Salon de 1767 et on admire le rendu de la chair. Personne n'est choqué par l'iconographie, inédite, alors même que le traitement du nu peut parfois cristalliser les passions du Salon comme celui de la Psyché abandonnée de Pajou. 
Pour Allegrain, cette statue sera une révélation. On ne connaissait de lui que son morceau de réception. S'il est choisi par Marigny pour cette réalisation, c'est grâce à ses relations de parenté, car il est le beau-frère de Jean-Baptiste Pigalle. Il sort ainsi de l'ombre avec cette œuvre, et le roi l'offre à Madame du Barry, qui commandera un pendant au sculpteur.